# 音羽里奏
音羽 里奏（おとわ りな、3月9日 - ）は、日本の女性声優。東京都出身。アミュレート所属。

## 略歴
SAY YOU LAB出身。同所講師の真田アサミ、佐久間紅美によるレッスンを受けた。その後、アミュレートに預かり所属。
3歳から音楽をしており、年に数回に渡ってステージや演奏会に立つ機会があったという。

## 人物
趣味としてミュージカル鑑賞、テーマパークに行くこと、ゲームをそれぞれ挙げている。特技として声楽、エレクトーン、ピアノ、ダンスをそれぞれ挙げている。
声優業を選んだ理由はアニメやゲーム、漫画が大好きだったことだと語っている。
尊敬している声優に真田アサミを挙げており、真田が出演していた好きなアニメとして『デ・ジ・キャラット』を挙げている．
幼少期は少年漫画が好きだったこともあり、『ONE PIECE』『犬夜叉』『テニスの王子様』『ガンダム』等を読んでいたという。また、声優になろうと思ったきっかけの作品に『テニスの王子様』を挙げている。

## 出演

### テレビアニメ
- この世の果てで恋を唄う少女YU-NO（2019年[5]）
- 黒執事 -緑の魔女編-（2025年、村人[5]）

### ゲーム
時期不明
- リネージュ2 レボリューション

2017年
- この世の果てで恋を唄う少女YU-NO

2018年
- TRINITY MASTER

2019年
- セブンナイツ（ソミ、ミック、スルーズ）
- メリーガーランド（ピングゥ、ヨモギ、シュシュ）
- ROBOTICS;NOTES DaSH
- エンゲージプリンセス（イズナ）
- TERA ORIGIN（サナ、ヘイトー）

2020年
- ビッグバッドモンスターズ（マリィ）

### 吹き替え
- チップとポテト（英語版）（ヘンリエッタ、その他）

### テレビ番組
- ゲーム★マニアックス（2019年 - 2020年、アニマックス） - マックス★ガールズ

### 朗読
- 朗読パンダ 番外公演「The other」（2018年4月28日 - 30日、北池袋 新生館シアター）[8] - 谷本文与 役
- 朗読パンダ 第6回公演「Reading Revolution」（2018年10月4日 - 8日、シアターグリーン BIG TREE THEATER）[9] - 土井マコト 役

### ナレーション
- 神谷浩史・小野大輔のDearGirl〜Stories〜（2018年 - 、番組内アニメロミックスCMナレーション）

### その他コンテンツ
- MEM project（2019年）- 朝比奈ひな 役
- YouTubeチャンネル「新人声優がバンドやってみた企画」ガールズバンド"Vounce"（2020年 - 、キーボード担当)

## ディスコグラフィ
- マキシシングル MEM project Sprouting Dreams